# Roger Johansson
Roger Johansson (* 14. dubna 1967 v Ljungby) je bývalý švédský hokejový obránce a trenér.

## Hráčská kariéra
Svou hokejovou kariéru nastartoval v rodném městě za klub IF Troja-Ljungby, ve kterém hrával od roku 1983 do roku 1986 druhou nejvyšší soutěž HockeyAllsvenskan. Během tohoto období byl vybrán ve vstupním draftu NHL, přesněji v roce 1985 zvolen ve čtvrtém kole z 80. místa týmem Calgary Flames. Od roku 1986 do roku 1989 působil v domácí nejvyšší soutěže, hrával za klub Färjestads BK. V prvním ročníku za Färjestad dokráčeli s týmem až do finále playoff, ve kterém neuspěli nad týmem IF Björklöven. O rok později se s klubem již radoval z titulu mistra Elitserien. V létě 1989 odešel do Severní Ameriky, dohodl se s Calgary Flames, kterým byl draftován. Ve své prvním ročníku odehrál 35 zápasů, za které nasbíral pět asistencí.
V následující sezoně zvýšil počet bodů na 17, včetně čtyř branek, které nastřílel za 38 odehraných zápasů. Po sezoně odešel z Calgary, vrátil se na jeden rok do Švédska. Ročník 1991–92 odehrál za Leksands IF. Sezonu 1992/93 se vrátil zpět do organizace Calgary Flames, z 84 zápasů v NHL odehrál 77. Po skončení sezony se podruhé vrátil do své vlasti, dohodl se opět s týmem Leksand, ve kterém strávil rok a půl, než byl v lednu 1995 propuštěn z organizace Calgary Flames, které stále držel jeho hráčská práva. Poté byl přesunut k soupeři v Chicago Blackhawks. Za Blackhawks dohrál sezonu.
V létě 1995 se natrvalo vrátil do klubu Färjestads BK. V týmu setrval až do konce své kariéry. Během tohoto období 1995–2001 s týmem získali tři tituly mistra Elitserien. Po poslední získaném titulu ukončil hráčskou kariéru. Mezi jeho největším úspěchem v reprezentaci patří získané zlato ze Zimních olympijských her z roku 1994, ve kterém porazili Kanadu až po samostatných nájezdech. Ve své sbírce má také stříbro a bronz z mistrovství světa.

## Trenérská kariéra
Od ledna 2012 začínal působit jako asistent hlavního trenéra v nižší švédské hokejové lize Mora IK. V týmů působil i nadcházející ročník 2012/13.

## Ocenění a úspěchy
- 1996 SEL – All-Star Tým
- 1998 SEL – Nejproduktivnější obránce

## Prvenství
- Debut v NHL – 14. října 1989 (Washington Capitals proti Calgary Flames)
- První asistence v NHL 19. prosince 1989 (Vancouver Canucks proti Calgary Flames)
- První gól v NHL 23. října 1990 (Los Angeles Kings proti Calgary Flames, kanadskému brankáři Daniel Berthiaume)

## Klubové statistiky
| Sezóna       | Klub               | Soutěž       |     | Základní část | Základní část | Základní část | Základní část | Základní část |   | Play off | Play off | Play off | Play off | Play off |
| Sezóna       | Klub               | Soutěž       | Z   | G             | A             | B             | TM            | Z             | G | A        | B        | TM       |          |          |
| 1983-1984    | IF Troja-Ljungby   | HAll.        | 11  | 2             | 2             | 4             | 12            | —             | — | —        | —        | —        |          |          |
| 1984–1985    | IF Troja-Ljungby   | HAll.        | 30  | 1             | 6             | 7             | 20            | 9             | 0 | 4        | 4        | 8        |          |          |
| 1985–1986    | IF Troja Ljungby   | HAll.        | 32  | 5             | 16            | 21            | 42            | —             | — | —        | —        | —        |          |          |
| 1986–1987    | Färjestads BK      | SEL          | 31  | 6             | 11            | 17            | 20            | 7             | 1 | 1        | 2        | 8        |          |          |
| 1987–1988    | Färjestads BK      | SEL          | 24  | 3             | 11            | 14            | 20            | 9             | 1 | 6        | 7        | 12       |          |          |
| 1988–1989    | Färjestads BK      | SEL          | 40  | 5             | 15            | 20            | 38            | —             | — | —        | —        | —        |          |          |
| 1989–1990    | Calgary Flames     | NHL          | 35  | 0             | 5             | 5             | 48            | —             | — | —        | —        | —        |          |          |
| 1990—1991    | Calgary Flames     | NHL          | 38  | 4             | 13            | 17            | 47            | —             | — | —        | —        | —        |          |          |
| 1991–1992    | Leksands IF        | SEL          | 22  | 3             | 9             | 12            | 42            | —             | — | —        | —        | —        |          |          |
| 1992–1993    | Calgary Flames     | NHL          | 77  | 4             | 16            | 20            | 62            | 5             | 0 | 1        | 1        | 2        |          |          |
| 1993–1994    | Leksands IF        | SEL          | 38  | 6             | 15            | 21            | 56            | 4             | 0 | 1        | 1        | 0        |          |          |
| 1994–1995    | Leksands IF        | SEL          | 7   | 0             | 0             | 0             | 14            | —             | — | —        | —        | —        |          |          |
| 1994–1995    | Chicago Blackhawks | NHL          | 11  | 1             | 0             | 1             | 6             | —             | — | —        | —        | —        |          |          |
| 1995–1996    | Färjestads BK      | SEL          | 34  | 3             | 4             | 7             | 46            | 8             | 3 | 1        | 4        | 16       |          |          |
| 1996–1997    | Färjestads BK      | SEL          | 46  | 8             | 15            | 23            | 52            | 14            | 3 | 5        | 8        | 38       |          |          |
| 1997–1998    | Färjestads BK      | SEL          | 46  | 12            | 27            | 39            | 44            | 10            | 2 | 7        | 9        | 8        |          |          |
| 1998–1999    | Färjestads BK      | SEL          | 39  | 11            | 11            | 22            | 42            | 4             | 0 | 1        | 1        | 4        |          |          |
| 1999–2000    | Färjestads BK      | SEL          | 43  | 5             | 13            | 18            | 58            | 7             | 0 | 1        | 1        | 12       |          |          |
| 2000–2001    | Färjestads BK      | SEL          | 31  | 3             | 6             | 9             | 34            | —             | — | —        | —        | —        |          |          |
| Celkem v NHL | Celkem v NHL       | Celkem v NHL | 161 | 9             | 34            | 43            | 163           | 5             | 0 | 1        | 1        | 2        |          |          |

## Reprezentace
| Rok          | Tým          | Soutěž       | Z  | G | A | B | TM |
| ------------ | ------------ | ------------ | -- | - | - | - | -- |
| 1985         | Švédsko 18   | MEJ          | 5  | 0 | 0 | 0 | 0  |
| 1986         | Švédsko 20   | MSJ          | 7  | 1 | 1 | 2 | 8  |
| 1987         | Švédsko 20   | MSJ          | 7  | 4 | 2 | 6 | 2  |
| 1994         | Švédsko      | OH           | 8  | 2 | 0 | 2 | 8  |
| 1994         | Švédsko      | MS           | 8  | 0 | 3 | 3 | 4  |
| 1996         | Švédsko      | SP           | 3  | 0 | 0 | 0 | 0  |
| 1996         | Švédsko      | MS           | 6  | 1 | 1 | 2 | 6  |
| 1997         | Švédsko      | MS           | 10 | 0 | 1 | 1 | 16 |
| Celkem v MSJ | Celkem v MSJ | Celkem v MSJ | 14 | 3 | 5 | 8 | 10 |
| Celkem v MS  | Celkem v MS  | Celkem v MS  | 24 | 1 | 5 | 6 | 26 |